# Péče o děti (Jiří Kryštůfek)
Péče o děti, nazývaná také Socha matky s dětmi před nemocnicí v Motole, je bronzová plastika umístěná poblíž hlavního vchodu ve Fakultní nemocnici v Motole v části Motol v Praze 5.

## Historie, vznik a popis díla
Sousoší Péče o děti představuje sedící oblečenou ženu (matku) o kterou se opírá oblečená dívka (dcera) a která má na klíně nahého stojícího chlapce (syna). Dílo, které je umístěno v exteriéru, vytvořil akademický sochař Jiří Kryštůfek (1932–2014) ve spolupráci s architektem Richardem Ferdinandem Podzemným (1907–1987). Plastika je umístěna na nízkém kamenném soklu a částečně obklopena keři. Dílo socialického realismu má nadčasovou hodnotu, vzniklo v roce 1977 a bylo instalováno v roce 1980. Délkové rozměry plastiky jsou:
| Výška   | 1,6 m                |
| Šířka   | 0,86 m               |
| Hloubka | 1 m                  |
| Sokl    | 1,35 x 1,04 x 0,96 m |

## Galerie

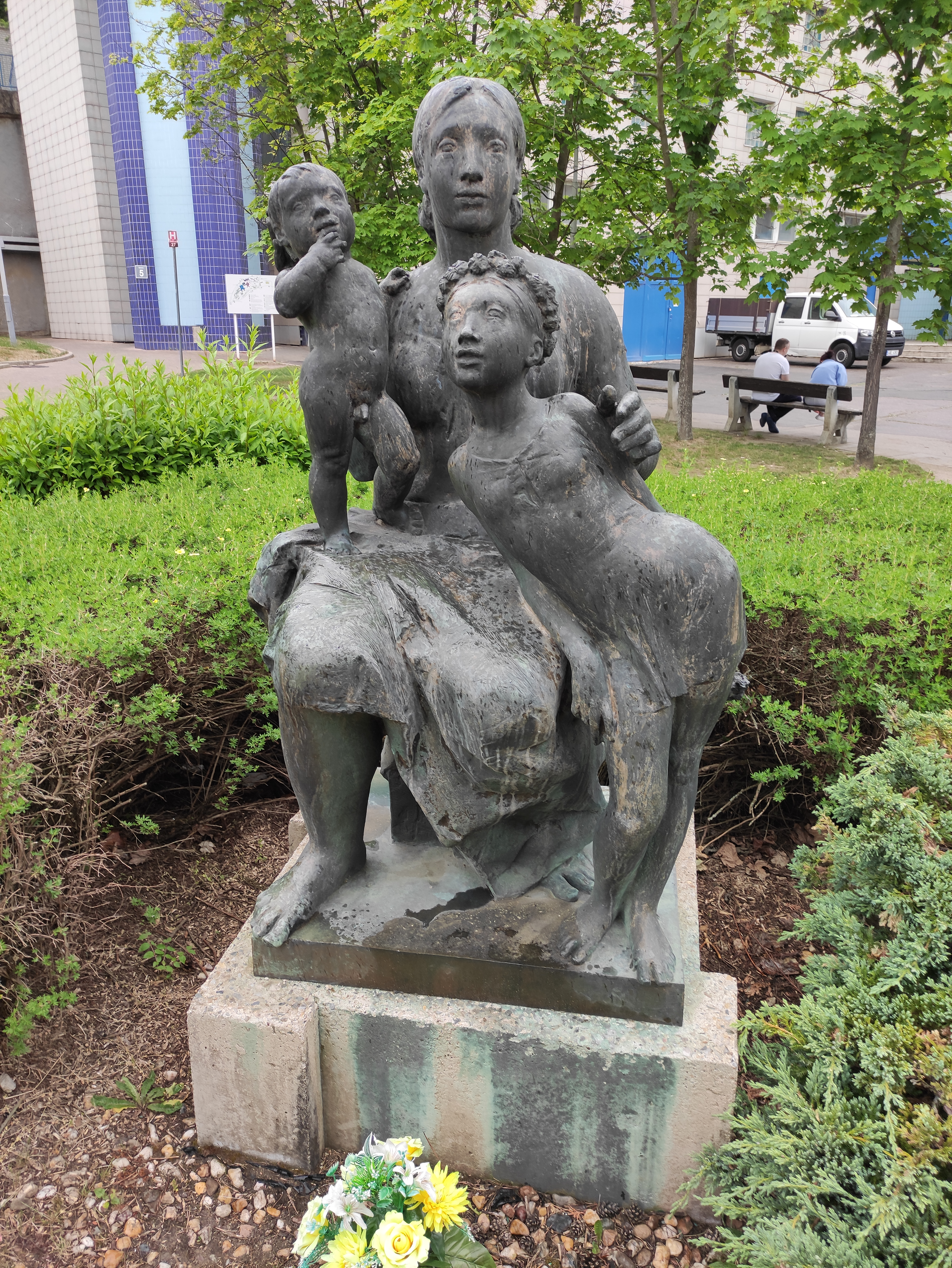
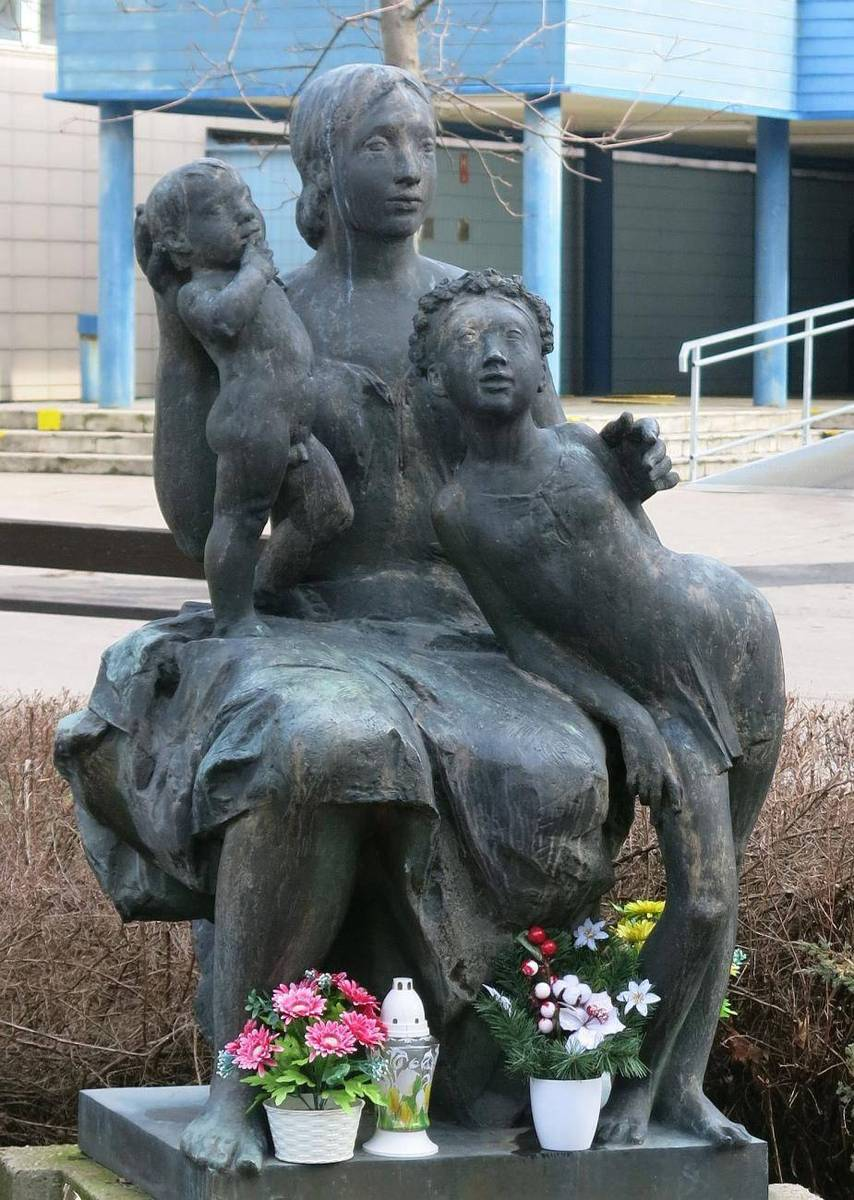
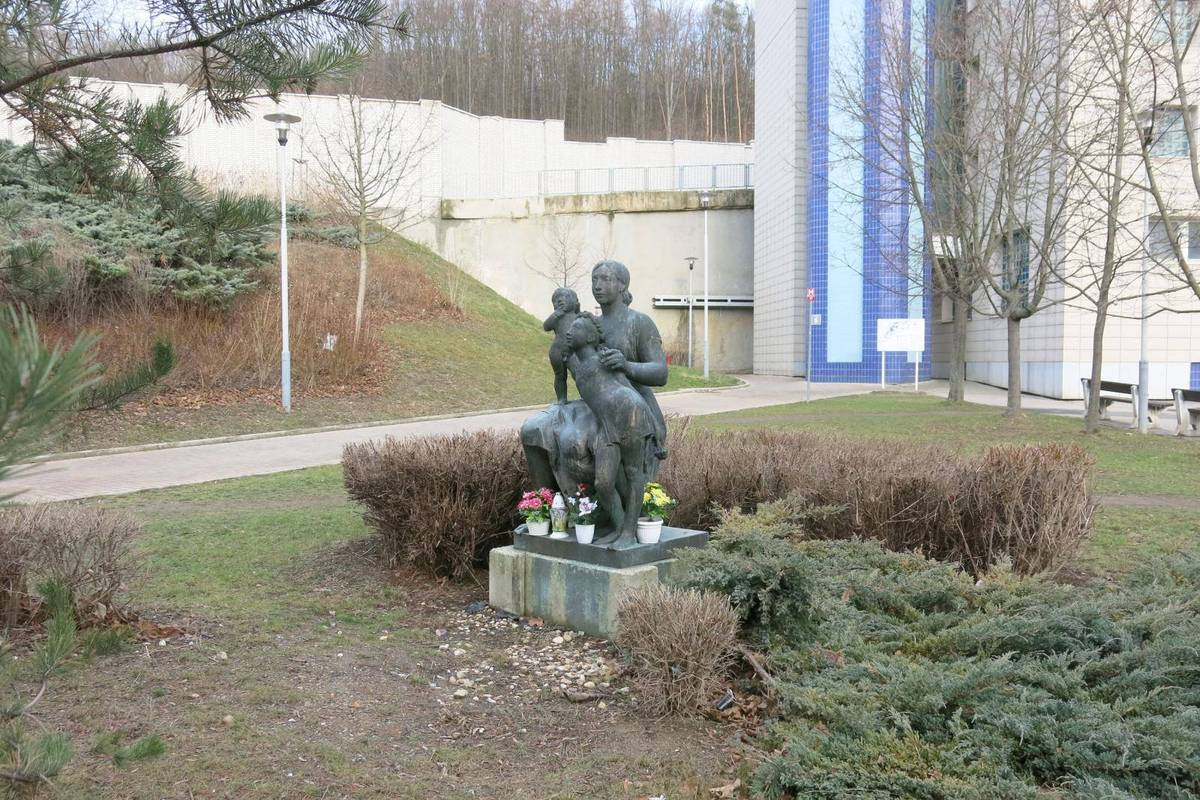